# اس‌اس تورسو
اس‌اس تورسو (به انگلیسی: SS Thurso) یک زیردریایی بود که طول آن ۳۰۳ فوت ۲ اینچ (۹۲٫۴ متر) بود. این زیردریایی در سال ۱۹۱۹ ساخته شد.